# ハッケボルンのメヒティルト
ハッケボルンのメヒティルト（ドイツ名：Mechthild von Hackeborn, 1240年/1241年 – 1298年/1299年）は、ザクセン（現在のドイツ）のベネディクト会修道女で、カトリック教会の聖人である。近代のベネディクト会の暦によると、メヒティルトの祝日は彼女の死去を記念し、11月19日に祝われる。 彼女はヘルフタの修道院で死去した。

## 誕生と洗礼
メヒティルトは1240年または1241年に生まれた。メヒティルトはテューリンゲンにおいて最も高貴で有力な家の一つのハッケボルン（Hackeborn）家出身で、姉は傑出した修道院長で名高いハッケボルンのゲルトルード（Gertrud von Hackeborn）である。ハッケボルン家はテューリンゲンの名門男爵に属し、ホーエンシュタウフェン家と繋がりがあり、テューリンゲン州の北部・ハルツ山地にその領土を持つ。メヒティルデ・フォン・ハッケボルン（Mechtilde von Hackeborn）とメヒティルデ・フォン・ヴィプラ（Mechtilde von Wippra）は2人の異なった人物であると考える著作家もいるが、ハッケボルン男爵はウィプラの領主でもあった。この家は、一族の者に対し家の名前のみ与えるか、または領土の地名の両方を与える習慣があった。そのためこれらの名前は、メヒティルトのそれぞれ別表記と考えることもできる。 出生直後は虚弱で洗礼前に死ぬ可能性もあったメヒティルトは、司祭によってミサの準備が行われている場所へすぐに連れていかれた。その司祭は大変尊厳のある人物であったとの報告がある。そしてこの子、メヒティルトが洗礼を受けた後、その効果があったことと、次のような予言的な声明が司祭からあったとする話もある。 
「何を恐れているのだ? この子はほぼ確実に死ぬことはないであろう。しかし彼女は、聖なる宗教家になり、神は彼女に対したくさんの不思議な御業を行うであろう。そして彼女は良き晩年を迎え、生涯を閉じるであろう。」

## 幼年期
メヒティルトが7歳の時、母に連れられてロダースドルフ（Rodardsdorf: 現在はスイスの都市）にあるベネディクト会修道院で修道女となっていた自分の姉のゲルトルードを訪ねた。修道院の回廊に強い関心を持ったメヒティルトは信仰深い両親を説得して、修道院の付属学校に入学する許可を得た。

## 修道女として
10年後の1258年、メヒティルトは姉に続いて修道女となった。姉であるハッケボルンのゲルトルードはその時、彼女たちの兄弟であるルートヴィヒとアルブレヒトから譲られたヘルフタの土地に修道院を移し、その修道院長となっていた。メヒティルトは修道女として、謙遜と情熱において、すぐに他と際立つようになった。そして幼児期からの特徴だった、とても気立てが良い点、ほぼ一族の遺伝ともいえるその信仰の深さなどの点についても、他と際立っていた。
メヒティルトはきわめて若かった時期より修道院で指導的役割につくようになった。修道院学校長、聖歌隊指揮者、修練長を務め、これらの職務を才能と熱意をもって果たした。それは修道女たちのためだけでなく、自分の知恵といつくしみに触れたいと望むすべての人に役立つためでもあった。
メヒティルトは修道院において、図書館に関する業務、自身の文章をラテン語で記述する業務などに従事した。メヒティルトはたくさんの祈りを書き残している。
メヒティルトは信仰の教えと深い謙遜を教え、助言し、慰め、識別を指導した。そしてきわめて多くの祈りを書き、また教えた。『特別な恩寵の書』によるとその祈りをすべて集めるなら、一巻の詩編集を超える分量となるとする。
メヒティルトの書いた祈りは、神からの神秘的観想によるものとされる。神の言葉を聞くためにメヒティルトが行う説教の周りには、修道女が集まった。メヒティルトは人々の逃れ場・慰め手となった。また、人の心の秘密も思いのまま明らかにできる天恵も受けていたとも言われている。『特別な恩寵の書』によると、修道院内外の人々が、メヒティルトが自分たちを苦しみから解放してくれたこと、彼女のもとで得たほどの多くの慰めを受けたことがないことについて、証しているとする。
1261年には、修道院長より5歳の子供を、その面倒を慎重に見るようにと命じられた。その子供は後世、聖大ゲルトルードとして知られるようになる。メヒティルトは預けられた子供に霊的生活を教え、導いた。この子供は後に優れた弟子となったばかりでなく、メヒティルトの相談相手ともなった。1272年にはマクデブルクのメヒティルトもヘルフタの修道院に入った。

## 音楽的・霊的な才能
メヒティルトは「ヘルフタのナイチンゲール（サヨナキドリ）」と呼ばれるほど、音楽の才能に恵まれたことで有名だった。メヒティルトは美しい声を天から恵まれたので、厳粛で神聖な楽曲を女性歌手としてソロで歌うなどの才能を備えていた。メヒティルトの人生を通じて、彼女はこれらの公的な業務と聖歌隊の指導を、熱心に疲れも見せずにこなした。実に、メヒティルトの著作物においては、神への賞賛は彼女の人生の基調であった。彼女の肉体的な苦しみが、厳しく長期間続くにもかかわらず、このことについては決して疲れをみせなかった。キリストがメヒティルトに啓示を与える時には、いつも「私のナイチンゲール（サヨナキドリ）」と 彼女を呼んでいた。慰めを渇き求めている魂、または光を手探りで捜している魂は、メヒティルトの助言を求めた。学究的なドミニコ会の修道者たちは、霊的な事項についてはメヒティルトの意見を求めた。

## 天啓
イエス・キリストはメヒティルトにこのように告げたという。
「あなたが持つ全てのもの、そしてあなたがそれによって私を満足させることができるものは、私から、そして私を通して得たものである。」
ノリッジのジュリアンは、ベネディクト会といくつかの繋がりがあった隠遁者で、「母としての神」という表現をした人物であった。しかし、この概念は彼女のオリジナルではなく、カンタベリーの聖アンセムルスは「祈り」（Orationes）の中で、広く「我らが主、我らが母」に対する献身を即する表現を使用している。シトー会、そしてカルトゥジオ会は、それを自分たちの修道院の中の祈りに使うことによって広めた。マルグリット・ドインツ（Marguerite d'Oyngt）そしてハッケルボルンのメヒティルトのような女性たちがこれを取り入れた。
幻視（ヴィジョン）の説明においては、メヒティルトは、ずっと平静な気質で、とても優しい気持ちの人物のように見える。メヒティルトが与えられた天啓のヴィジョンでは、キリスト、聖母マリア、その他の天国に入った聖職者たちの顔ぶれは生き生きして現実そのものであった。メヒティルトは特に天使が好きで、それら天使たちを地上や天国における人間たちの仲間として絵画に描くことを愛した。

### 3回のアヴェ・マリアの祈祷
メヒティルトは、自分に対し永遠の救済がもたらされるか何度も悩み苦しんで、聖母マリアに対し、自分が死ぬ時まで自分を援助してくれるように祈った。聖母マリアがメヒティルトの前に現われて、このように答えたという。
「わかりました。あなたを援助しましょう。しかし私はあなたの役割としてアヴェ・マリアの祈り（天使祝詞）を3回、毎日唱えることを望みます。初めに、永遠の父から受けた力を思い起こし、2回目に御子から受けた知恵を思い起こし、3回目に聖霊によって満たされた愛を思い起こすのです。」
聖母マリアはこの祈りを教え、特に聖三位一体の三位を讃えるかを理解させた。

### イエス・キリストの聖心に対する傾倒
メヒティルトとヘルフタのゲルトルードは、イエス・キリストの心臓（聖心）が彼女たちの観る多くの幻視の主題となった後は、イエス・キリストの心臓（聖心）に対する熱心な帰依者、奨励者となった。 神の心臓の鼓動を聴くという考え方は、聖心への祈りを促進する中世の聖人たちにとって、大変重要であった。メヒティルトやヘルフタのゲルトルードのような女性たちは、イエスの心臓を母の胸のように愛した。母が自分の子供に滋養を与えるために母乳を与えるのと同じように、イエスは聖体拝領において自分の命の血を与えると考えた。
メヒティルトによって語られる幻視の一つによると、イエス・キリストがメヒティルトの前に現われて、情熱的に彼を愛し、そして出来る限り、聖体の中にある彼の聖心を賛美するようにと言いつけた。イエス・キリストはメヒティルトに自分の聖心を与えた。それは、 自分の愛の誓約として、彼女の人生の避難所として、彼女が死を迎える時の慰めとしての意味合いを持つ。この時からメヒティルトは、並外れた情愛を聖心に持つようになった。そしてメヒティルトはこの聖心から大きな恩寵を受けたので、もし自分が、この聖心へ傾倒したことで受けた全ての好意と全ての天恵を、書き下ろさなければならないとしたならば、それは大きな本ですら収録しきることができない、とよく言うようになった。
また、別の幻視によると、その中でイエス・キリスト自身がメヒティルトに福音を勧めている。彼は自分のいとも甘美な聖心の傷を彼女に開いてこう言った。
「私の愛がいかに大きいかを考えなさい。そのことをよく知りたいのなら、福音の中以上にそれをはっきり表現するものを見い出すものを見つけられないだろう。『父がわたしを愛されたように、わたしもあなたがたを愛してきた』（ヨハネ15・9）」
メヒティルトによるこれらの幻視は、後に『特別な恩寵の書』（Liber Specialis Gratiae）に書かれた。

## 特別な恩寵の書
50歳の時、メヒティルトは肉体的な苦痛と同じぐらいの大変深刻な霊的危機を経験した。メヒティルトが特別に信頼していた2人の修道女が、彼女の受けた霊的な恩恵について書き下ろしていたことを知った。このことで彼女は大変悩み、メヒティルトは当初、祈りに頼り続けた。メヒティルトは、キリストが彼の手の中に、彼女の啓示の書を抱えているのを幻視の中で観た。そしてキリストがこう言った。
「これが書かれることはすべて、私の意思により約束されていたことなのである。そして、それゆえ、あなたはこのことについて何ら悩むことはない。」
キリストはメヒティルトに、彼がこの書を『特別な恩寵の書』と呼ぶことを望む、なぜならば、これはたくさんの事柄について解き明かすからである。ということも伝えた。この書が神の栄光を讃えることを理解した時、メヒティルトはこのことについて思い悩むこともなくなり、彼女自身が文章の修正すら行うようになった。この書の著者の一人は大聖ゲルトルートであるとする専門家もいる。

## 逝去
晩年の8年間重い病にかかっていたメヒティルトは。1298年11月19日に58歳でヘルフタの修道院で死去した。メヒティルトの遺体は姉であるゲルトルードのものと共に、ヘルフタの修道院にあると言われているが、その正確な場所は知られていない。メヒティルトの没日は彼女の祝日として認められている。